# Skørringe (hovedgård)
 For alternative betydninger, se Skørringe.
Skørringe eller Skjørringe er en gammel landsbyhovedgård midt på det nordlige Falster. Den nævnes første gang i 1421 og ligger i Falkerslev Sogn, Guldborgsund Kommune (tidligere Falsters Sønder Herred, Maribo Amt).
Godset Skjørringe med Skjørringegaard blev i 1604 overtaget af Kronen som krongods og blev en af Kronens tre ladegårde på Falster. Hertil måtte fæstebønderne aflevere deres landgilde og yde hoveri. Da krongodset på Falster blev solgt ved en auktion på Nykøbing Slot i 1766, blev Skjørringe erhvervet af kancelliråd Ole Jensen Stampe. Han blev senere efterfulgt som ejer af sin søn Carl Adolph Stampe, der rev det meste af de eksisterende bygninger ned og opførte et helt nyt anlæg i 1816. Under Carl Adolph blev udskiftningen af godsets mange fæstegårde gennemført.
Bygnigsmæssigt blev der i 1886 bygget et magtfuldt tårn i beboelseslængen, som i 1924 fik tilføjet et kuppelspir. I 1966 blev hele denne hovedbygning imidlertid revet ned for at give plads til en mere moderne villa i ét plan, inspireret af den internationale modernisme, opført af arkitekten Friis Andersen fra Nykøbing.
Efter at familien Stampe havde ejet hovedgården i 140 år, overgik den i 1904 til Axel V. Dinesen, hvis efterkommere siden har besiddet den. De nuværende ejere Henrik og Rikke Fabienke (født Dinesen) driver godsets skov på 310 hektar og har desuden udlejning af erhvervslejemål, boliger og jagt. Desuden er 460 hektar landbrugsjord bortforpagtet.

## Ejere af Skørringe
Ejere af gården ifølge Trap Danmarks femte udgave:
- (1421-1452) Henning Grubendal
- (1452-1459) Oluf Henningsen Grubendal
- (1459-1470) Oluf Pedersen Godov
- (1470-1503) Henning Olufsen Godov
- (1503) Eline Henningsdatter Godov gift Gjøe
- (1503-1533) Henrik Gøye
- (1533-1573) Eskild Henriksen Gjøe
- (1573-1598) Sibylle Gyldenstierne gift Gjøe
- (1598-1604) Henrik Eskildsen Gjøe
- (1604-1766) Kronen
- (1766-1785) Ole Jensen Stampe
- (1785-1820) Carl Adolph Stampe
- (1820-1860) Henrik Stampe
- (1860-1883) Peter Adolf Henrik Stampe
- (1883-1903) Adolf Georg Nikolaj Stampe
- (1903-1904) Johan Carl Wilhelm Grandjean
- (1904) Jens Kraft Jacob Sophus Dinesen
- (1904-1932) Axel Vilhelm Dinesen
- (1932-1939) Ida van Deurs gift Dinesen
- (1939-1954) Mogens Wilhelm Dinesen
- (1954-1987) Anders Wilhelm Dinesen
- (1987-) Rikke Andersdatter Dinesen gift Fabienke / Henrik Fabienke